# Sphaerolecanium prunastri
Sphaerolecanium prunastri är en insektsart som först beskrevs av Boyer de Fonscolombe 1834.  Sphaerolecanium prunastri ingår i släktet Sphaerolecanium och familjen skålsköldlöss. Inga underarter finns listade i Catalogue of Life.